# Juliabrücke
Die Juliabrücke ⓘ, rätoromanisch Punt Crapⓘ, ist eine Steinbogenbrücke über die Julia im Schweizer Kanton Graubünden. Die historische Brücke liegt auf dem Gebiet der Gemeinde Surses und verbindet die einzelnen Dorfteile von Savognin.

## Konstruktion
Die gemörtelte, steinerne Doppelbogenbrücke mit Mittelpfeiler, dem ein spitzwinkliger Wellenbrecher vorgebaut ist, wurde 1682 erstellt. Auf der nördlichen Brüstungsmauer befindet sich ein Bildstock der Heiligen Maria (Immaculata Conceptio). Die Brücke wurde 2015 saniert.

## Nutzung
Die einspurige Strassenbrücke dient dem Lokalverkehr, Fussgängern und Velofahrern. Es besteht eine signalisierte Gewichtsbeschränkung von 3,5 t. Die Mountainbikeland-Routen «660 Die verflixte Tour» und «663 Giovanni’s Paradies» führen über die Brücke.

## Status
Die über 300 Jahre alte Steinbogenbrücke mit dem Doppelbogen, dem Wellenbrecher und dem Bildstock ist ein aussergewöhnlicher kulturhistorischer Zeuge. Es handelt sich um eines der bedeutendsten Denkmäler der Region Surses und gilt als Symbol Savognins. Das Bauwerk ist im Inventar historischer Verkehrswege der Schweiz (IVS) als Objekt von nationaler Bedeutung aufgeführt und steht unter kantonalem Denkmalschutz.

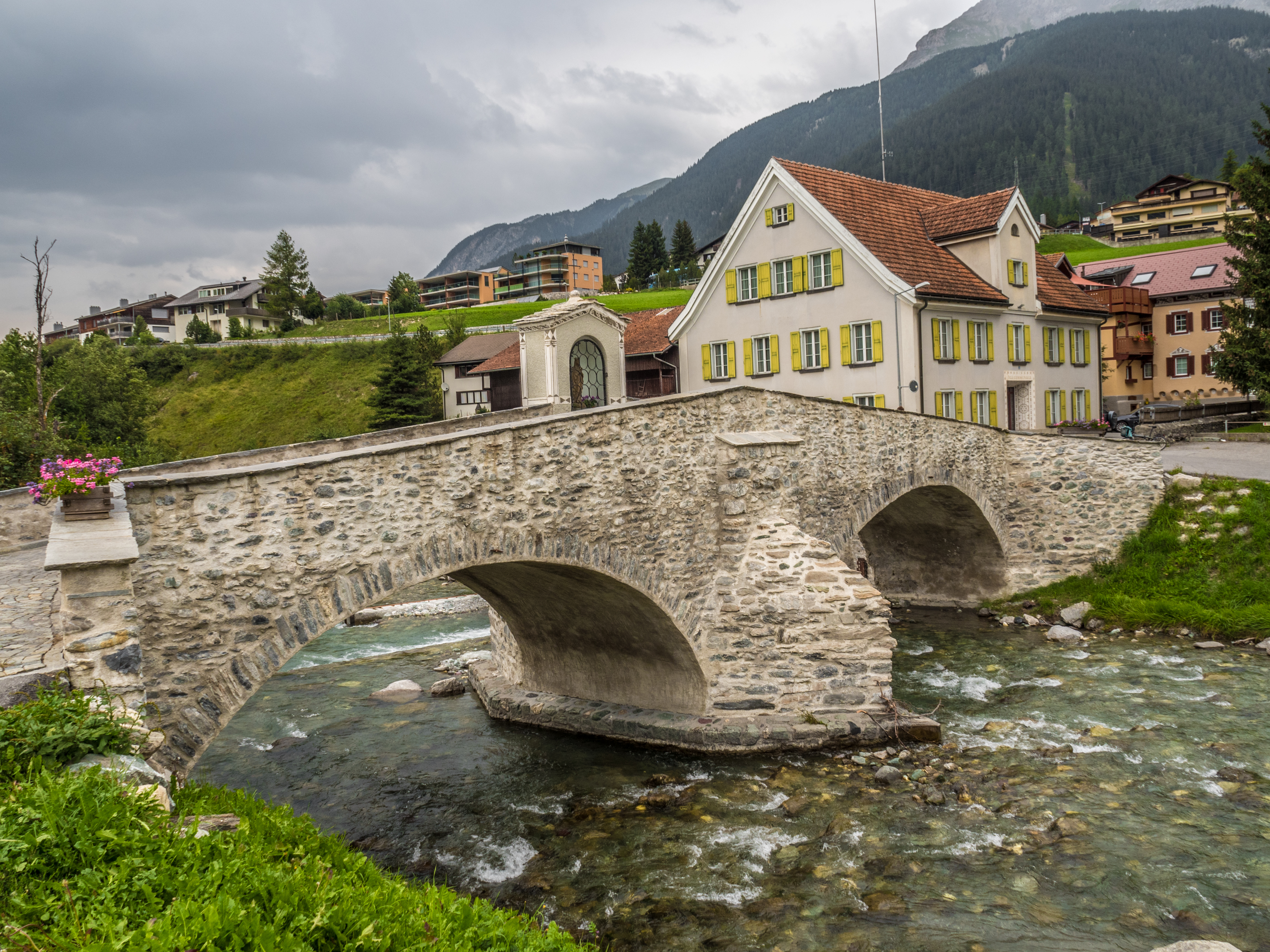
Oberwasserseitige Ansicht mit altem Schulhaus
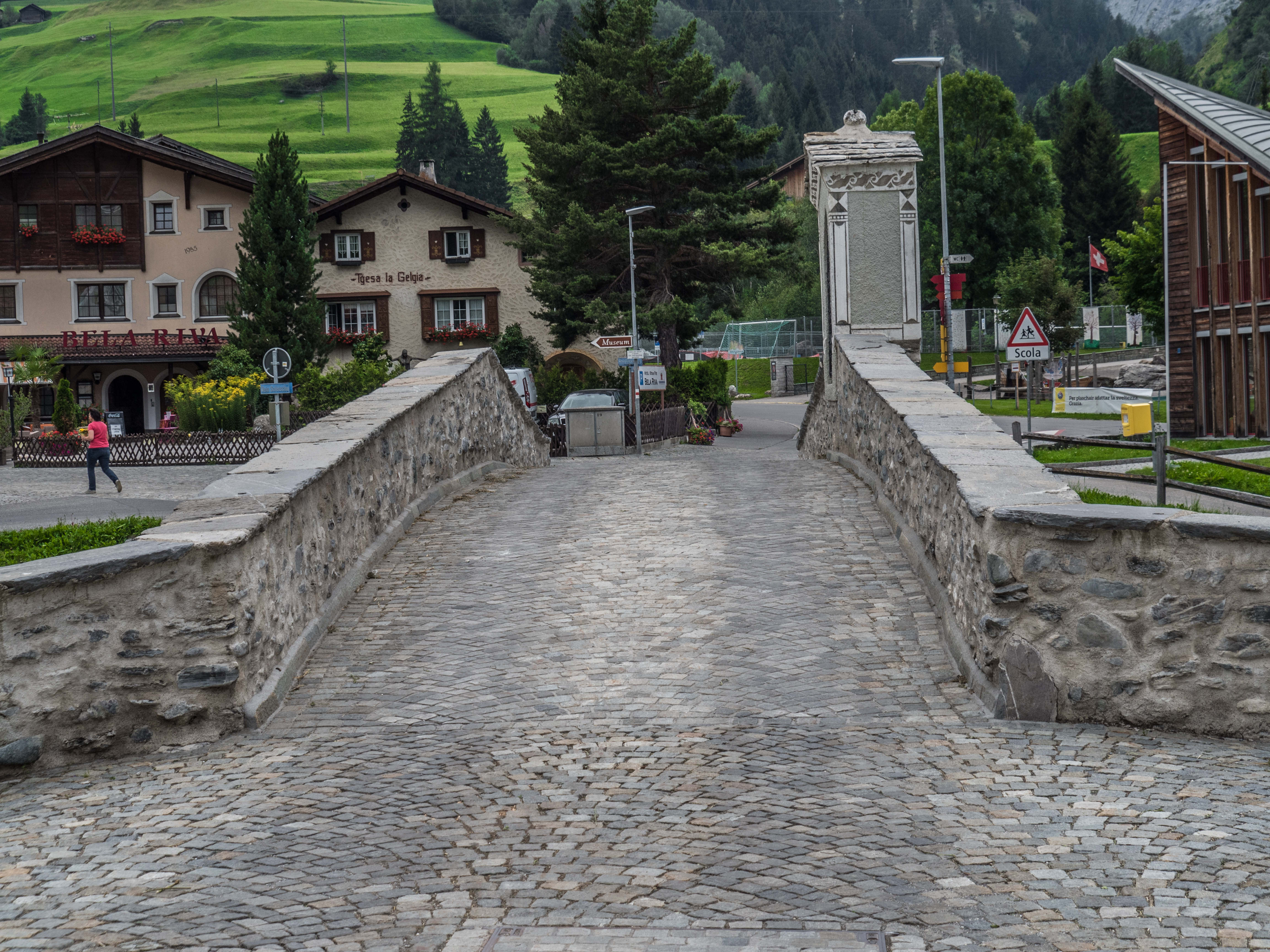
Fahrbahn vom rechter Flussseite
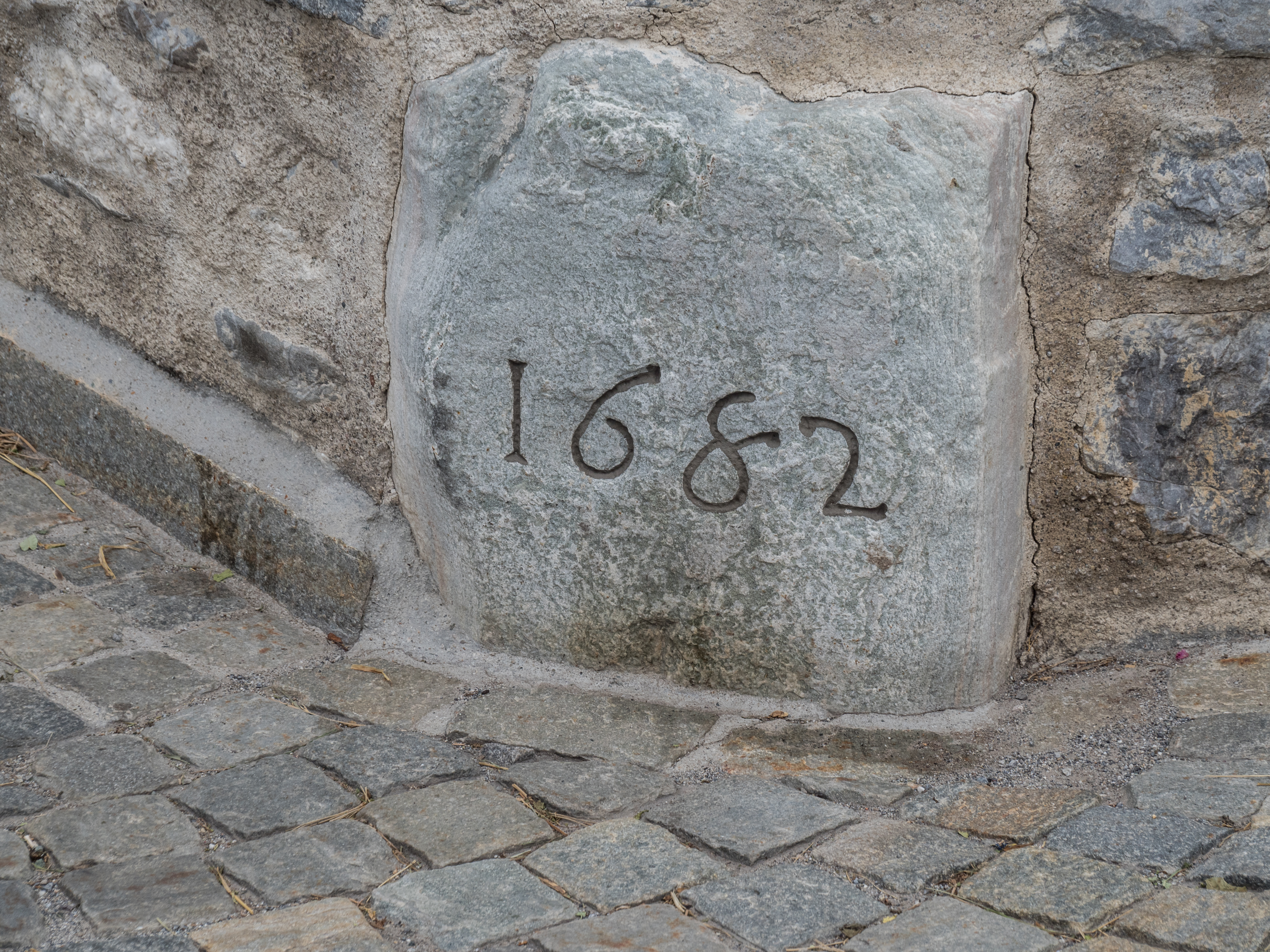
Stein mit dem Baujahr 1682
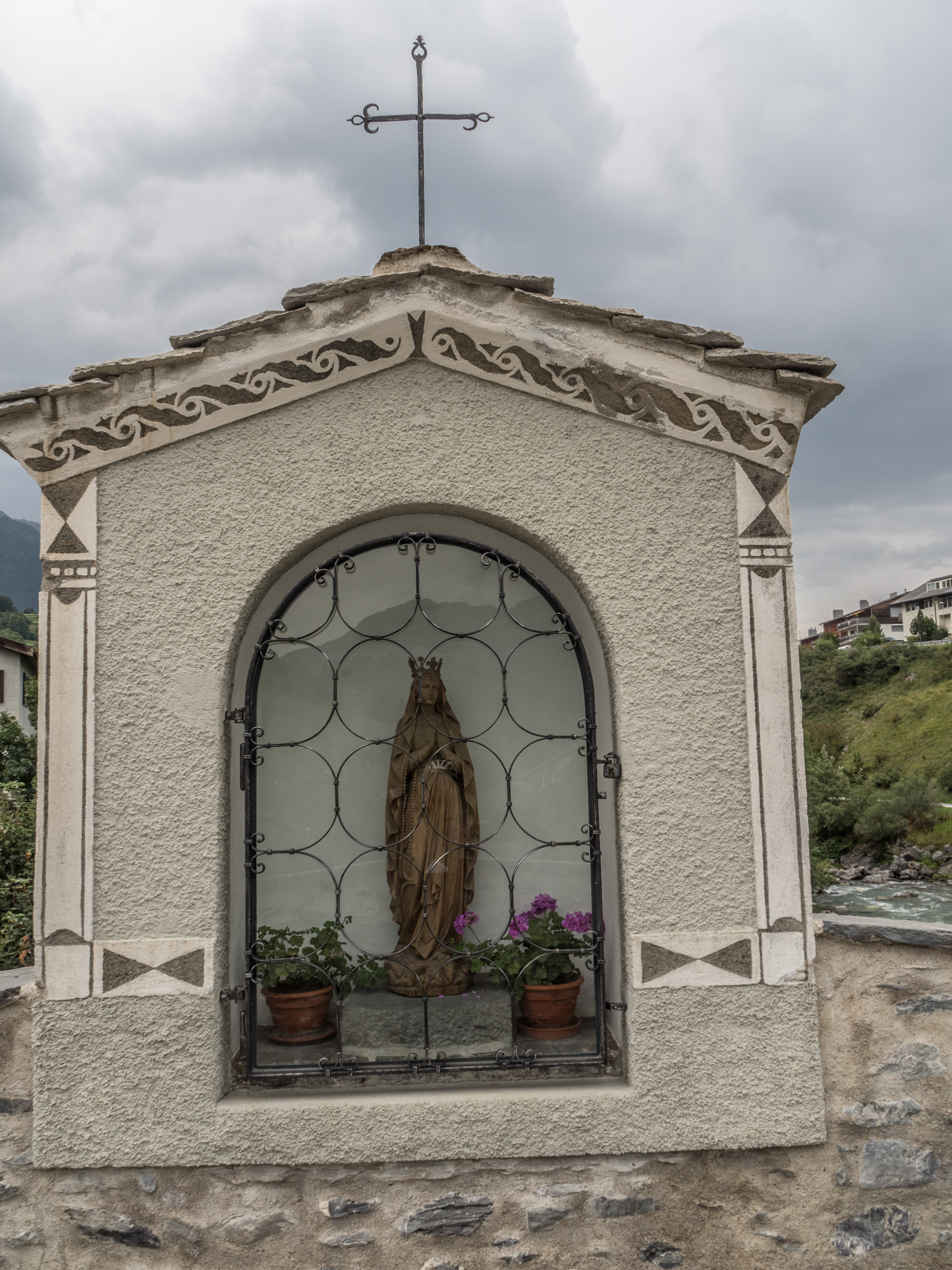
Bildstock mit der Heiligen Maria